# São José do Jacuri (kommun)
São José do Jacuri är en kommun i Brasilien.   Den ligger i delstaten Minas Gerais, i den sydöstra delen av landet, 600 km öster om huvudstaden Brasília. Antalet invånare är 6 553.
Följande samhällen finns i São José do Jacuri:
- São José do Jacuri

Omgivningarna runt São José do Jacuri är huvudsakligen savann. Runt São José do Jacuri är det glesbefolkat, med 15 invånare per kvadratkilometer.